# Перишич, Момчило
Момчило Перишич (серб. Momčilo Perišić, Момчило Перишић; родился 22 мая 1944 года в деревне Коштуничи, близ Горни-Милановац, Сербия) — югославский сербский военный деятель, бывший начальник Генерального штаба Югославии, генерал-полковник. В 2011 году Перишич был осуждён Международным трибуналом по бывшей Югославии на 27 лет лишения свободы за военные преступления и преступления против человечности, совершённые во время гражданской войны в Югославии. 28 февраля 2013 года Апелляционная палата МТБЮ оправдала Момчило Перишича и распорядилась освободить его из-под стражи.

## Биография
В 1966 году Перишич окончил военную академию и начал службу в ЮНА. Во время начала войны в Хорватии, Перишич являлся начальником артиллерийского училища в Задаре. В это время Перишич участвовал в артиллерийских обстрелах города. В январе 1992 года Момчило Перишич был назначен командующим 13-м корпусом в районе Билечи (Босния и Герцеговина). В июне 1992 года Перишич был назначен начальником штаба и заместителем командира 3-й югославской армии, базирующейся в Нише. В апреле 1993 года он был назначен командующим этой армией. 26 августа 1993 года Момчило Перишич стал начальником Генерального штаба югославской армии. В 1998 году вышел в отставку. В начале 2000-х был депутатом Скупщины Сербии, а также вице-премьером в демократическом правительстве Зорана Джинджича.
На этом посту он пробыл год с небольшим, после чего был задержан по подозрению в шпионаже в пользу США. СМИ писали, что Перишич передавал американскому дипломату документы, касающиеся участия югославской армии в военных операциях в Республике Сербская Краина и Республике Сербской. Сообщалось также, что он совершил выгодный обмен: доказательства против Милошевича на освобождение от ответственности перед Международным трибуналом по бывшей Югославии (МТБЮ). Об обвинениях сообщил президент Югославии Воислав Коштуница, однако спустя несколько часов после оглашения обвинений Перишич был освобождён. Считается, что Перишича спас иммунитет депутата Скупщины, однако Перишич вынужден был уйти в отставку с поста вице-премьера.

### Судебный процесс в Гааге
МТБЮ предъявил ему обвинение в феврале 2005 года. В обвинительном заключении говорилось о том, что он будучи начальником Генштаба ВС Югославии оказывал всяческую поддержку вооружённым силам Сербской Краины и Республики Сербской и косвенно причастен к военным преступлениям, совершённым в Хорватии и Боснии. В мае 2005 года Момчило Перишич сдался Гаагскому трибуналу.
Прокурор просил пожизненного заключения для Перишича, защита настаивала на полном оправдании. 6 сентября 2011 года Момчило Перишич был приговорён к 27 годам лишения свободы. В ходе судебного процесса было установлено, что Перишич не имел большого влияния на Ратко Младича, однако не наказал виновных за обстрел Загреба в мае 1995 года.
В ходе судебных разбирательств Перишич был осуждён за убийства, бесчеловечные деяния, преследование по политическим, расовым или религиозным мотивам, уничтожение, нападения на мирных жителей и за бездействия во время осады Сараева, ракетного обстрела Загреба и резни в Сребренице. 28 февраля 2013 года Апелляционная палата МТБЮ оправдала Момчило Перишича и распорядилась освободить его из-под стражи. Судья заявил об «юридической ошибке» и о том, что Перишич не может быть ответственным за действия армии Республики Сербской.
5 февраля 2021 года Высший суд Белграда осудил Момчило Перишича на 3 года тюрьмы за шпионаж в пользу США. Судья признал доказанным факт передачи Перишичем засекреченных сведений сотруднику посольства США в Белграде Джону Нейбору. Вместе с экс-главой Генштаба осуждены его бывшие сотрудники Миодраг Секулич и Владан Влайкович, они получили по 1,5 года тюрьмы.